# Indosasa
Els bambús del gènere Indosasa de la subfamília de les bambusòidies de la família de les poàcies.

## Taxonomia
- Indosasa acutiligulata Z.P. Wang i G.H. Ye
- Indosasa albo-hispidula Q.H. Dai i C.F. Huang
- Indosasa angustata McClure
- Indosasa angustifolia W.T. Lin
- Indosasa bacquangensis Nguyen To Quyen
- Indosasa breviligulata W.T. Lin i Z.M. Wu
- Indosasa chienouensis T.H. Wen
- Indosasa crassiflora McClure
- Indosasa glabrata C.D. Chu i C.S. Chao
- Indosasa hispida McClure
- Indosasa ingens J.R. Xue i T.P. Yi
- Indosasa levigata Z.P. Wang i G.H. Ye
- Indosasa lingchuanensis C.D. Chu i C.S. Chao
- Indosasa lipoensis C.D. Chu i K.M. Lan
- Indosasa longiligula T.H. Wen
  -     - Indosasa longiligula var. amara T.H. Wen
- Indosasa longiligulata D.S. Wen
  -     - Indosasa longiligulata var. amara D.S. Wen
    - Indosasa longiligulata var. longiligulata
- Indosasa longispicata W.Y. Hsiung i C.S. Chao
- Indosasa lunata W.T. Lin
- Indosasa macula W.T. Lin i Z.M. Wu
- Indosasa parvifolia C.S. Chao i Q.H. Dai
- Indosasa patens C.D. Chu i C.S. Chao
- Indosasa purpurea J.R. Xue i T.P. Yi
- Indosasa pusilloaurita W.T. Lin
- Indosasa shibataeoides McClure
- Indosasa singulispicula T.H. Wen
- Indosasa sinica C.D. Chu i C.S. Chao
- Indosasa solearis McClure
- Indosasa sondongensis Nguyen To Quyen
- Indosasa spongiosa C.S. Chao i B.M. Yang
- Indosasa suavis W.T. Lin i Z.J. Feng
- Indosasa tinctilimba McClure
- Indosasa triangulata J.R. Xue i T.P. Yi
- Indosasa wuningensis T.H. Wen i H.Y. Zou